# ویلیام کوکبرن
ویلیام کوکبرن (انگلیسی: William Cockburn؛ زادهٔ ۱۸۸۹) بازیکن فوتبال اهل بریتانیا است.
از باشگاه‌هایی که در آن بازی کرده‌است می‌توان به باشگاه فوتبال لیورپول و باشگاه فوتبال استوک‌پورت کانتی اشاره کرد.